# 斎藤伸雄
斎藤 伸雄（さいとう のぶお、1919年〈大正8年〉12月11日 - 2011年〈平成23年〉9月24日）は、日本の銀行家、実業家。和光証券（現 みずほ証券）第4代社長、元日本興業銀行常務取締役。柔道六段。

## 略歴
新潟県新潟市上大川前通8番町（現 新潟市中央区上大川前通8番町）出身。1937年（昭和12年）3月に新潟中学校を卒業、1940年（昭和15年）3月に新潟高等学校を卒業、1942年（昭和17年）9月に東京帝国大学法学部法律学科を卒業。
日本興業銀行に入行、1942年（昭和17年）9月30日に海軍経理学校に海軍二年現役主計科士官として入校、1943年（昭和18年）1月15日に海軍主計中尉に任官、同年1月30日に卒業、横須賀海軍航空隊に配属、1カ月後に父島海軍航空隊に転属、硫黄島の飛行場使用規定を作成したり、地元農業に価格政策を導入し作物の種類を豊富にしたりして、半年後に相模野海軍航空隊に転属、間もなく軍事参議官副官（塚原二四三海軍大将付）として海軍省に勤務、1944年（昭和19年）5月1日に海軍主計大尉に任官、1945年（昭和20年）8月15日に太平洋戦争が終戦。
日本興業銀行新潟支店調査役、新潟支店長代理、日本興業銀行本店融資第三部第一課調査役を経て、1957年（昭和32年）3月に人事部総務課長に就任、1960年（昭和35年）3月に証券部調査課長に就任、1961年（昭和36年）8月に証券部総務課長に就任、1962年（昭和37年）11月に証券部次長 兼 総務課長に就任、1963年（昭和38年）11月に資金部次長に就任、1965年（昭和40年）11月に資金部副部長に就任、1968年（昭和43年）11月に債券第一部長に就任、1969年（昭和44年）11月に取締役資金部長に就任、1970年（昭和45年）11月に取締役証券部長に就任、1972年（昭和47年）11月に常務取締役証券部長に就任。
1973年（昭和48年）4月に和光証券顧問に就任、11月に副社長に就任、1975年（昭和50年）11月に和光証券第4代社長に就任、1985年（昭和60年）12月に会長に就任、1990年（平成2年）6月に取締役相談役に就任、1992年（平成4年）6月に相談役に就任。
2011年（平成23年）9月24日午後3時12分に東京都武蔵野市の病院で心不全のため死去、91歳没。

## 業績
低迷していた和光証券の社長に就任すると、若手を起用したり、ある部門の課長を別の部門の部長に抜擢したりして、1年で黒字にし、四大証券会社（野村証券・大和証券・日興証券・山一証券）に次ぐ収益力を持つ証券会社として再建した。

## 栄典
- 1983年（昭和58年）11月3日 - 藍綬褒章[20]
- 1990年（平成02年）4月29日 - 勲三等旭日中綬章[21]

## 家族・親戚
- 斎藤雄三 - 父、元新潟銀行取締役。
- 斎藤徳太郎 - 義父（妻の父）、大地主、新潟県北蒲原郡安田村第6代村長。
- 斎藤彦太郎 - 義祖父（斎藤徳太郎の父）、大地主、新潟県北蒲原郡安田村第5代村長。
- 斎藤英四郎 - 義従叔祖父（斎藤彦太郎の父の異母三弟の四男）、第6代経団連会長、第3代新日本製鐵会長、長野オリンピック冬季競技大会組織委員会会長。
- 四代目斎藤喜十郎 - 大伯父（母の父の兄）、実業家、衆議院議員、貴族院議員。
- 佐藤友右衛門 - 義曽祖父（斎藤彦太郎の妻の父）、実業家、貴族院議員、新潟県北蒲原郡水原町第4代町長。
- 山際七司 - 義曽祖伯父（佐藤友右衛門の兄）、衆議院議員。
- 五十嵐甚蔵 - 義祖父（妻の母の父）、銀行家、貴族院議員。
- 小沢辰男 - 義再従兄（母の父の妹の女孫の夫）、衆議院議員、第56代厚生大臣、第6代環境庁長官、第36代建設大臣。
- 八代目伊藤文吉 - 義再従弟［四代目斎藤喜十郎の妻の弟（六代目伊藤文吉）の男孫、五代目斎藤喜十郎（大叔父〈母の父の弟〉）の妻の兄（六代目伊藤文吉）の男孫］、豪農、北方文化博物館第2代館長。
- 堤康次郎 - 従叔父（六代目斎藤喜十郎〈五代目斎藤喜十郎の長男〉）の妻の母の兄、衆議院議員、第44代衆議院議長、西武グループ創業者。